# Monodelphis iheringi
Monodelphis iheringi é uma espécie de marsupial da família Didelphidae. Endêmica do Brasil, pode ser encontrada nos estado do Rio Grande do Sul, Santa Catarina, Paraná, São Paulo, Rio de Janeiro e Espírito Santo.